# Bewährungs- und Kampfabzeichen der Kleinkampfmittel
Die Bewährungs- und Kampfabzeichen der Kleinkampfmittel wurden am 30. November 1944 vom Oberbefehlshaber der Kriegsmarine Karl Dönitz gestiftet. Sie umfassten eine Bewährungsstufe und sieben Kampfstufen und konnten verliehen werden an Angehörige der Kleinkampfverbänden der Kriegsmarine „in Anerkennung der schneidigen, mit Erfolg durchgeführten Angriffe der Kleinkampfverbände“. Diese Kleinkampfverbände wurden im April 1944 unter dem Kommando von Konteradmiral Hellmuth Heye aufgestellt und dienten der Erprobung und Einsatz neuer Waffentechniken, mit deren Hilfe eine wirksame Bekämpfung von Seezielen, meist Himmelfahrtskommandos, möglich werden sollte. Die dazu eingesetzten Fahrzeuge waren unter anderem Marder, Neger, Seeteufel oder Biber.

## Verleihungsbestimmungen
Gemeinsame Verleihungsbedingung, d. h. sowohl für das Bewährungsabzeichen wie auch für das Kampfabzeichen, waren Würdigkeit und gute Führung.
Neben Würdigkeit und guter Führung waren folgende Bedingungen zu erfüllen:
|  | Bezeichnung / Stufe                          | Beschreibung                          | Verleihung an |
|  | -------------------------------------------- | ------------------------------------- | --- |
|  | Bewährungsabzeichen der Kleinkampfmittel     | Sägefisch                             | Angehörige eines Kleinkampfverbandes mit abgeschlossener Ausbildung                                                                                      |
|  | Kampfabzeichen der Kleinkampfmittel 1. Stufe | Sägefisch im Tauwerk                  | Soldaten der Kleinkampfverbände, die sich im Einsatz bzw. bei der Vorbereitung des Einsatzes und bei besonderen Versuchen neuer Techniken bewährt hatten |
|  | Kampfabzeichen der Kleinkampfmittel 2. Stufe | Sägefisch im Tauwerk mit 1 Schwert    | Teilnahme an einem Einzelkämpfer- bzw. Kommandounternehmen auf See, oder an Land und Bewährung hierbei nach einem Einsatz                                |
|  | Kampfabzeichen der Kleinkampfmittel 3. Stufe | Sägefisch im Tauwerk mit 2 Schwertern | Teilnahme an einem Einzelkämpfer- bzw. Kommandounternehmen auf See, oder an Land und Bewährung hierbei nach zwei Einsätzen                               |
|  | Kampfabzeichen der Kleinkampfmittel 4. Stufe | Sägefisch im Tauwerk mit 3 Schwertern | Teilnahme an einem Einzelkämpfer- bzw. Kommandounternehmen auf See, oder an Land und Bewährung hierbei nach drei Einsätzen                               |
|  | Kampfabzeichen der Kleinkampfmittel 5. Stufe | Kampfspange in Bronze                 | Teilnahme an einem Einzelkämpfer- bzw. Kommandounternehmen auf See, oder an Land und Bewährung hierbei nach vier Einsätzen                               |
|  | Kampfabzeichen der Kleinkampfmittel 6. Stufe | Kampfspange in Silber                 | Teilnahme an einem Einzelkämpfer- bzw. Kommandounternehmen auf See, oder an Land und Bewährung hierbei nach sieben Einsätzen                             |
|  | Kampfabzeichen der Kleinkampfmittel 7. Stufe | Kampfspange in Gold                   | Teilnahme an einem Einzelkämpfer- bzw. Kommandounternehmen auf See, oder an Land und Bewährung hierbei nach zehn Einsätzen                               |

Das Bewährungsabzeichen wurde an Soldaten der Kleinkampfverbände verliehen, die sich freiwillig als Einzelkämpfer gemeldet hatten oder aber an solche Soldaten, die kommandiert, aber für Sondereinsätze bestimmt waren, und zwar nach vollendeter Ausbildung und Bewährung in der Ausbildung. Weitere Bedingung war eine zweimonatige Zugehörigkeit zum Kleinkampfverband. Eine Ausnahme hiervon war nur möglich, wenn ein früherer Fronteinsatz die Verkürzung dieser Frist rechtfertigte. Wurde der Soldat aus dienstlichen Belangen aus dem Kleinkampfverband abkommandiert, verlor er das Recht zum Tragen des Bewährungsabzeichens. Ebenso solche Soldaten im Verband, die durch schlechte Führung oder unsoldatischen Benehmen der Auszeichnung unwürdig wurden.
Die Kampfabzeichen wurden an die Soldaten verliehen, welche sich im Kampf bewährt haben und entsprechend der Anzahl der Einsätze gewürdigt. Bei besonders hervorragenden Leistungen als Einzelkämpfer konnte eine frühere Verleihung der V. bis VII. Stufe erfolgen.
Die Abzeichen konnten bei minder schweren Fällen bis zu einer Dauer von 4 Wochen entzogen werden, in schweren auch dauerhaft durch den jeweiligen Befehlshaber.

## Aussehen

Das Bewährungsabzeichen für Kleinkampfmittel gab es auch ohne runde Tuchunterlage

Das Bewährungsabzeichen der Kleinkampfmittel zeigt einen stilisierten gestickten Sägefisch, der goldgelb gehalten ist auf dunkelblauem Untergrund. Es sind sowohl Exemplare mit dunkelblauer Umrandung als auch mit runder Tuchunterlage bekannt geworden.
Das Kampfabzeichen der Kleinkampfmittel greift das Motiv wieder auf und zeigt aus auf runder dunkelblauer Tuchunterlage mit Stickerei in goldgelber Kunstseide. Es zeigt ein dünnes kreisrund gelegtem Tauwerk mit offenem Seemannsknoten sowie einen Sägefisch nach rechts gelegt, der mit seiner Säge und dem Schwanz über das Tauwerk hinausragt. Die 2. Stufe ergänzt ein diagonal hinterlegtes Schwert. Die dritte Stufe hinterlegt zwei gekreuzte diagonale Schwerter und die vierte Stufe fügt sich ein senkrecht verlaufendes hinzu.
Die Kampfabzeichen der 5. bis 7. Stufe, auch Kampfspangen genannt, sind bronzen, silbern oder golden gehalten und zeigen ein verschlungenes Tauwerk in dessen Mitte ein links schwimmender Sägefisch aufgelegt ist. Die Abzeichen wurden aus Bronze oder Feinzink gefertigt. Die Rückseite des Kampfabzeichens zeigt eine waagerechte verlötete Nadel mit Gegenhaken.

## Trageweise
Das Bewährungsabzeichen sowie die Kampfabzeichen der 1. bis 4. Stufe wurde auf dem rechten Oberarm unterhalb der Ärmelnaht an der Schulter getragen. Die Kampfabzeichen der 5. bis 7. Stufe über der  Ordensschnalle an der linken Brustseite gleich der Nahkampfspange. Das Symbol des Sägefisches wird auch heute noch in der Minentaucherkompanie der Bundeswehr sowie als Tätigkeitsabzeichen bei den Verbänden der deutschen Marine, wie etwa den Kampfschwimmern, verwendet. Letztere stellen die heutige Form der Meereskämpfer dar.
Laut Gesetz über Titel, Orden und Ehrenzeichen vom 26. Juli 1957 ist das Tragen dieser Auszeichnung in der Bundesrepublik Deutschland gestattet, da schon die Entwürfe seinerzeit keine nationalsozialistischen Embleme enthielten.

## Verleihungszahlen
Konkrete Verleihungszahlen liegen nicht vor. Fest steht, dass das Bewährungsabzeichen und das Kampfabzeichen bis zur 4. Stufe verliehen worden ist. Ob die Kampfabzeichen der 5., 6. und 7. Stufe noch vor Kriegsende zur Verleihung gekommen sind, ist nicht geklärt. Zeitgenössische Exemplare sind jedoch bis zur 6. Stufe bekannt.